# Jakkaphan Kaewprom
Jakkaphan Kaewprom (thaïlandais : จักรพันธ์ แก้วพรม), né le 24 mai 1988 à Buriram (Thaïlande), est un footballeur international thaïlandais, qui évolue au poste de milieu de terrain au club du Ratchaburi.

## Biographie

### Carrière en club
Jakkaphan commence sa carrière professionnelle avec le BEC Tero Sasana.
En 2011, il s'engage avec le Muangthong United. Il y remporte le championnat en 2010.
En 2011, il rejoint le Buriram United, le club de sa ville natale. Il devient un des principaux joueurs de Buriram United, marquant plusieurs buts et distillant plusieurs passes décisives.

### Carrière en sélection
Il joue son premier match en équipe de Thaïlande le 14 juillet 2011, en amical contre la Birmanie. Il inscrit son premier but le 23 juillet 2011, contre la Palestine, lors des éliminatoires du mondial 2014.

## Palmarès
| Muangthong United - Championnat de Thaïlande (1) : - Champion : 2010. | Buriram United - Championnat de Thaïlande (6) : - Champion : 2011, 2013, 2014 et 2015, 2017 et 2018. - Coupe de Thaïlande (6) : - Vainqueur : 2011, 2012, 2013 et 2015. - Coupe de la Ligue thaïlandaise (5) : - Vainqueur : 2011, 2012, 2013, 2015 et 2016. - Supercoupe de Thaïlande (1) : - Vainqueur : 2019. - Championnat du Mékong des clubs - Vainqueur : 2015 et 2016. |

### Distinctions personnelles
- Meilleur joueur du Championnat de Thaïlande en 2017, 2024-25